# Убальдо Рігетті
Убальдо Рігетті (італ. Ubaldo Righetti, нар. 1 березня 1963, Сермонета) — італійський футболіст, що грав на позиції захисника. По завершенні ігрової кар'єри — футбольний тренер.
Виступав, зокрема, за клуб «Рома», а також національну збірну Італії.
Чемпіон Італії. Триразовий володар Кубка Італії. Володар Кубка Мітропи. 

## Клубна кар'єра
Народився 1 березня 1963 року в місті Сермонета. Вихованець футбольної школи клубу «Латина».
У дорослому футболі дебютував 1980 року виступами за команду клубу «Рома», в якій провів сім сезонів, взявши участь у 102 матчах чемпіонату. 1984 року був визнаний найкращим молодим футболістом Європи. Виграва з «вовками» Серію A, тричі ставав володарем національного Кубка.
Згодом з 1987 по 1990 рік грав у складі команд клубів «Удінезе» та «Лечче». Завершив професійну ігрову кар'єру у клубі «Пескара», за команду якого виступав протягом 1990—1994 років.

## Виступи за збірні
1981 року залучався до складу молодіжної збірної Італії.
1983 року дебютував в офіційних матчах у складі національної збірної Італії. Протягом кар'єри у національній команді, яка тривала усього 3 роки, провів у формі головної команди країни 8 матчів.

## Кар'єра тренера
Розпочав тренерську кар'єру, повернувшись до футболу після невеликої перерви, 2003 року, очоливши тренерський штаб клубу «Тіволі». Наразі досвід тренерської роботи обмежується цим клубом. Згодом почав працювати футбольним коментатором у телерадіокомпанії RAI.
| Дата       | Місто   | Господарі      | Результат | Гості          | Турнір            | Голи | Примітки |
| ---------- | ------- | -------------- | --------- | -------------- | ----------------- | ---- | -------- |
| 16-11-1983 | Прага   | Чехословаччина | 2 – 0     | Італія         | Відбір до ЧЄ 1984 | -    |          |
| 22-12-1983 | Перуджа | Італія         | 3 – 1     | Кіпр           | Відбір до ЧЄ 1984 | -    | 46'      |
| 3-3-1984   | Стамбул | Туреччина      | 1 – 2     | Італія         | товариський матч  | -    |          |
| 7-4-1984   | Верона  | Італія         | 1 – 1     | Чехословаччина | товариський матч  | -    |          |
| 26-9-1984  | Мілан   | Італія         | 1 – 0     | Швеція         | товариський матч  | -    | 85'      |
| 3-3-1984   | Лозанна | Швейцарія      | 1 – 1     | Італія         | товариський матч  | -    | 77'      |
| 8-12-1984  | Пескара | Італія         | 2 – 0     | Польща         | товариський матч  | -    |          |
| 2-6-1985   | Мехіко  | Мексика        | 1 – 1     | Італія         | товариський матч  | -    | 68'      |
| Усього     |         | Матчів         | 8         |                | Голів             | 0    |          |

## Титули і досягнення

### Командні
- Чемпіон Італії (1):

«Рома»:  1982–83
- Володар Кубка Італії (3):

«Рома»:  1980–81, 1983–84, 1985–86

### Особисті
- Володар трофею Браво (1): 1983–84